# Jenny Wolf
Jenny Wolf, född den 31 januari 1976 i Östberlin, Östtyskland, är en tysk skridskoåkare.
Hon tog OS-silver på damernas 500 meter i samband med de olympiska skridskotävlingarna 2010 i Vancouver.
Hon avslutade idrottskarriären 2014.